# J-3100シリーズ

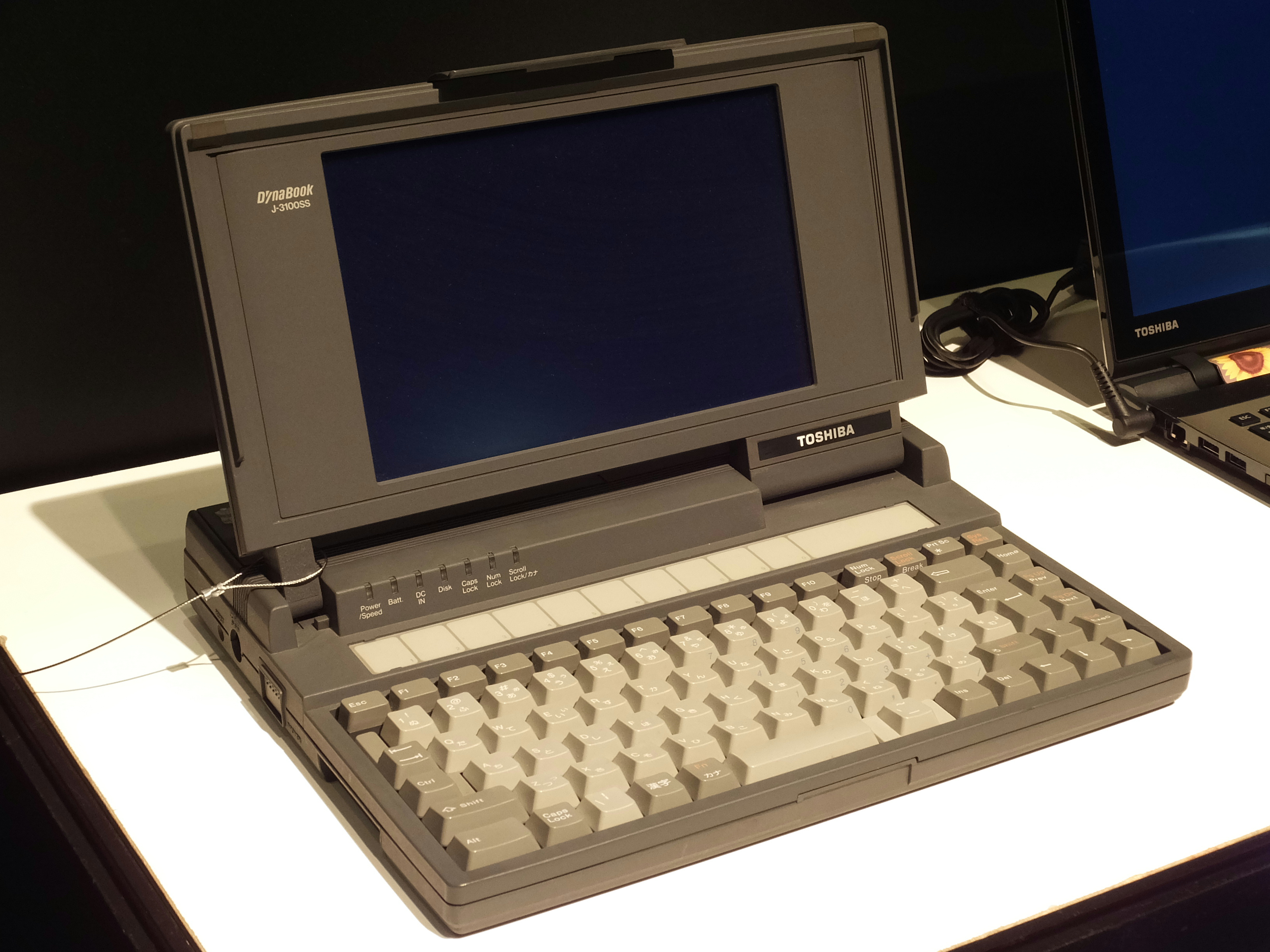
J-3100SS（1989年）

J-3100シリーズは、1986年に東芝が販売を開始したビジネス向けパーソナルコンピューター（パソコン）のシリーズ名である。
シリーズ共通の特徴として、PC/AT互換機のアーキテクチャーをベースに日本語表示を可能にする独自仕様のハードウェアを搭載し、対応するオペレーティングシステムとソフトウェアの組み合わせで日本語を扱えるようにしている。当初はラップトップパソコンのJ-3100シリーズ、デスクトップパソコンのJ-3300シリーズとして展開されたが、後にJ-3100型番に統一された。1991年の東芝版DOS/Vの発表をきっかけに徐々にDOS/V機に移行し、J-3100アーキテクチャーは終息に向かった。

## 歴史
1986年に発売された初代機のJ-3100B11/B12は、同年に欧米諸国で発売されたPC/AT互換機 T3100 をベースに日本語処理機能を追加。英語モードはPC/AT互換+CGA互換グラフィック、日本語モードは640×400ドットのグラフィック画面と漢字ROMを使ってソフトウェアで日本語を表示した。標準では日本語モード用の日本語MS-DOSが付属し、PC/AT互換の英語モードで使うには別売の英語版MS-DOSが必要であった。PC/AT互換を大きくアピールしたにもかかわらず、実際にはJ-3100ユーザーの中で英語版MS-DOSを購入したユーザーは1割しかいなかった。しかしながら、その高性能とコンパクトさが企業を中心に魅力を集め、1988年までの2年間にシリーズ累計で7万台を販売。ラップトップという新たなジャンルを確立した。
1989年6月、A4判サイズ・低価格を売りにJ-3100SS DynaBookを発表。外回りの営業マン、ワープロユーザー、まだパソコンを所有していない個人ユーザーまでをターゲットに開発された。3kg未満、A4サイズ、FDD内蔵というスペックもさることながら、20万円を切る価格は話題になった。大々的に行われたマーケティングは、それまでの東芝のパソコン事業とは一線を画すものであった。「みんな、これを、目指してきた」というキャッチコピーと、アラン・ケイが1972年に提唱した「ダイナブック」をJ-3100SSの通称として前面に押し出し、宣伝キャラクターに鈴木亜久里を起用した。日本のパソコン市場で主導権を握っていた日本電気もこれには危機感を覚え、PC-9800シリーズで同様のコンセプトを持つ機種を急いで開発した。これはPC-9801Nとして完成し、「ノートパソコン」というキャッチコピーと「98NOTE」というブランドを付け、宣伝に大江千里を起用して11月に発売された。DynaBookの出だしは順調であったが、1990年には98NOTEの累計販売台数がDynaBookを上回った。
後継の小型ノートパソコンはJ-3100の型番を継承しつつも、DynaBookブランドとしてシリーズ化された。1991年にはデスクトップモデルがJ-3100型番で投入された。同年10月にVGAを搭載したDynaBook VシリーズおよびOADGに準拠したDOS/Vが発表されると、主力はDOS/V機に移行し、J-3100アーキテクチャーは終息に向かった。
1991年にプラズマディスプレイを搭載した J-3100SX モデル 001P、021P(HDD 20Mバイト)、041P(HDD 40Mバイト)、061P(HDD 60Mバイト) が発売され、CPUは20MHzの386SX、メインメモリは標準2Mバイト(最大10Mバイト)、日本語MS-DOS3.1が標準添付された。
2018年に東芝はパソコン事業をシャープへ譲渡し、2019年よりシャープと東芝の合弁会社「Dynabook株式会社」として存続している。

## 代表的なモデル
J-3100B11/B12 1986年10月13日発表、11月出荷
シリーズ初代機。80286 8MHz、RAM 640KB+2MB搭載。B11モデルは3.5インチ2DD FDDx2、B12モデルは3.5インチ2DD FDDおよび3.5インチ10MB HDDを内蔵。640x400ドットプラズマディスプレイ（モノクロ）を搭載。外部カラーディスプレイを接続可能（英語モードのみ）。オプションの外部拡張スロットは8ビット（PC/XT互換）スロットx5。重量はB11モデルが6.6kg、B12モデルが6.8kg。
J-3100SS DynaBook 1989年6月26日発表、7月24日出荷
「A4ファイルサイズ」のノートパソコン。80C86 10MHz、RAM 640KB+896KB、3.5インチ2HD(1.2MB) FDDx1、640×400ドットELバックライト液晶ディスプレイ（モノクロSTN）搭載。バッテリ2.5時間駆動。サイズはW310×D254×H44mm、重量は2.7kg。FDDを内蔵しながらA4判サイズというコンパクトさ、198,000円という低価格が話題になり、1990年6月末までに累計17万台を販売した。